# Multiprocessor
Multiprocessor avser ett datorsystem med flera processorer. Multiprocessorsystem används genom multiprocessing för att öka bearbetnings-/beräkningskapaciteten. På grund av att de olika CPU:erna kommer konkurrera om samma resurser inom arkitekturen (till exempel minne, diskar, kommunikationsbussar) blir den uppnådda ökningen av bearbetningskapaciteten mindre än summan av kapaciteten i de enstaka CPU:erna.
En speciell variant av multiprocessorer är den så kallade multi core-processorn som innehåller fler än en CPU på samma processor-chip.